# 大明東町
大明東町（おあきひがしまち）は、三重県鳥羽市の町。加茂川河口を干拓して造成した土地で、鳥羽中央公園や鳥羽市立図書館などが立地する、鳥羽市の新市街地を成す。住民基本台帳に基づく2019年（令和元年）10月31日現在の人口は553人、2015年（平成27年）10月1日現在の面積は0.281651049 km2。郵便番号は517-0022である。

## 地理
鳥羽市の中部、加茂地区の北部に位置する。干拓地であり、加茂川河口の右岸に位置する。町域の3分の2ほどを占める北西部には市民の森公園や鳥羽中央公園が立地し、残る南東部は市営住宅やビレッジハウス（旧雇用促進住宅）などの住宅団地となっている。
北側を加茂川が流れ、安楽島大橋で鳥羽四丁目と結ばれている。港湾法に基づく運輸大臣の認可により、加茂川最下流道路橋（＝安楽島大橋）下流の河川水面は鳥羽港の港湾区域に含まれるため、大明東町の加茂川水面は鳥羽港の一部である。東から南にかけては安楽島町、西は大明西町と接する。大明西町との境界を三重県道750号阿児磯部鳥羽線が通る。

### 地質と地盤沈下
大明東町・大明西町（大明地区）は加茂川河口の湾曲部に当たり、起伏に富んだ基盤となる岩盤の上に、軟弱な粘性土層（シルトや砂）が厚く堆積した地層をしている。その上から盛土を行って土地を造成した。1971年（昭和46年）の造成開始時の干拓地の平均標高は+2.33 mで、その上に2.5 mの盛土を行ったので、完成当時の大明地区の平均標高は+4.83 mだったが、2008年（平成20年）12月に三菱電機が移動体三次元形状計測車両を用いて計測した結果、平均標高は+1.6〜1.7 mほどと平均約3 mの地盤沈下が発生していることが明らかになった。（ただし盛土の完了後に建物の建設や追加の盛土が実行されたため、沈下量はあくまでも参考値である。）
軟弱地盤の上に盛土したため、大明地区では広範囲にわたって地盤沈下を引き起こしている。大明地区の建築物は、建設時点から地盤沈下を見越して杭基礎を施しているので建物そのものは沈下の被害は軽微であるが、杭を打っていない道路や駐車場は大きく沈下している。沈下速度は2008年（平成20年）時点では粘性土層の厚さが25 m前後の地点で最大となっているが、粘性土層の圧密が完了するとシミュレートされている2128年には粘性土層の厚さが40 mの地点（粘性土層が最も厚い地点）の沈下量が最大となるという解析結果が出ている。
また標高が低く、河口部に位置するため、津波や高潮による浸水被害や、軟弱地盤による地震時の激しい揺れが懸念されている。

### 小・中学校の学区
市立小・中学校に通う場合、学区は以下の通りとなる。
| 丁目     | 番・番地等 | 小学校               | 中学校               |
| -------- | ---------- | -------------------- | -------------------- |
| 大明東町 | 全域       | 鳥羽市立安楽島小学校 | 鳥羽市立鳥羽東中学校 |

## 歴史

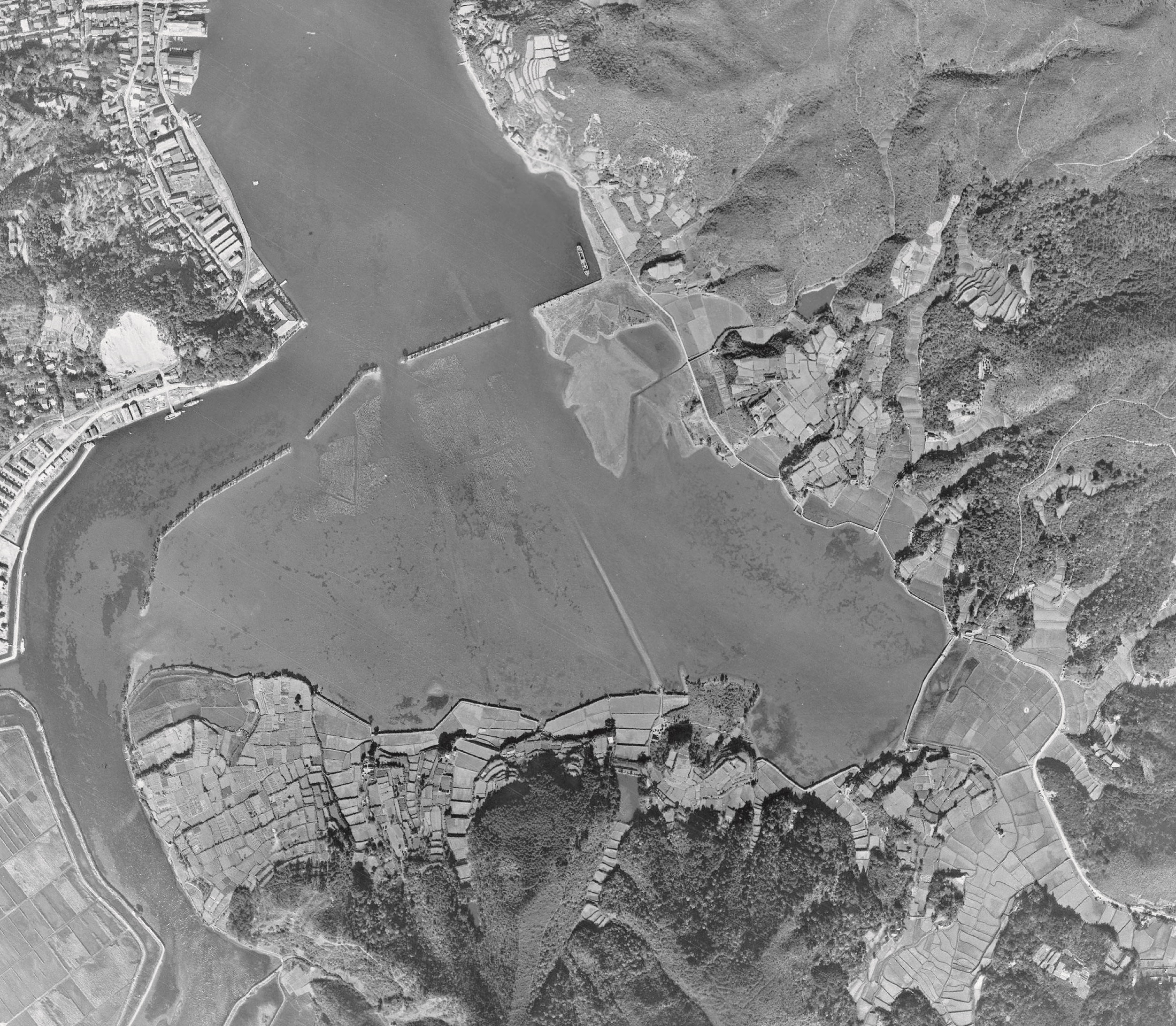
加茂川河口部（1952年）
事業開始前の様子。一帯が水面であることが分かる。
出典：アメリカ軍（配布元：国土地理院地図・空中写真閲覧サービス）』

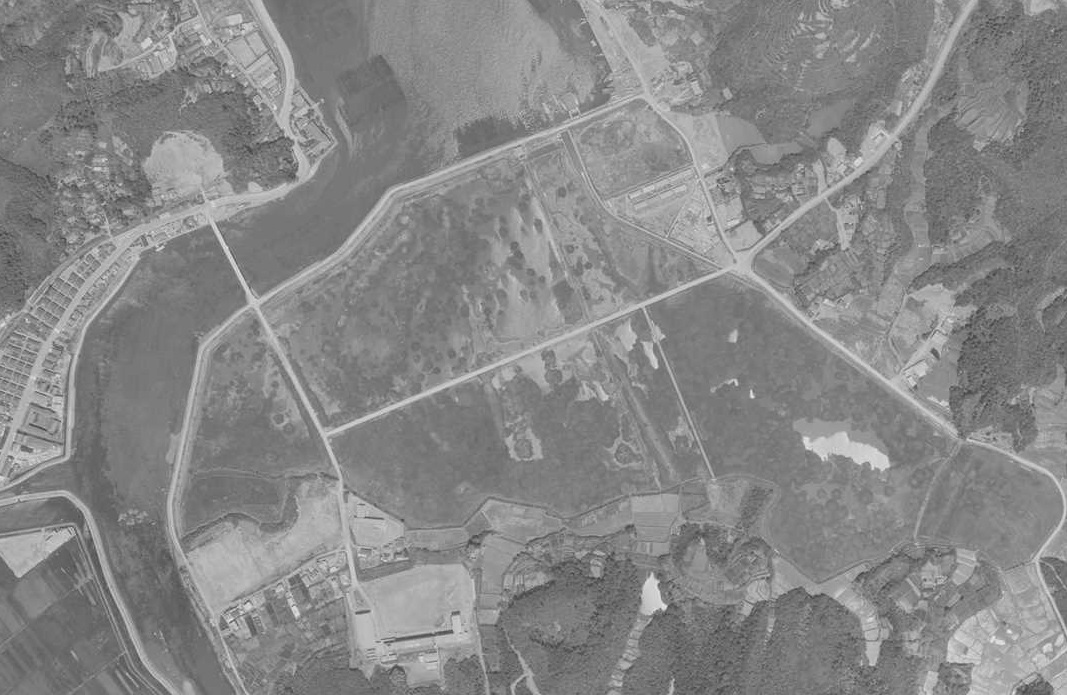
加茂干拓地（1968年）
完成したものの放置されていた頃。
出典：『国土交通省「国土画像情報（モノクロ空中写真）」（配布元：国土地理院地図・空中写真閲覧サービス）』

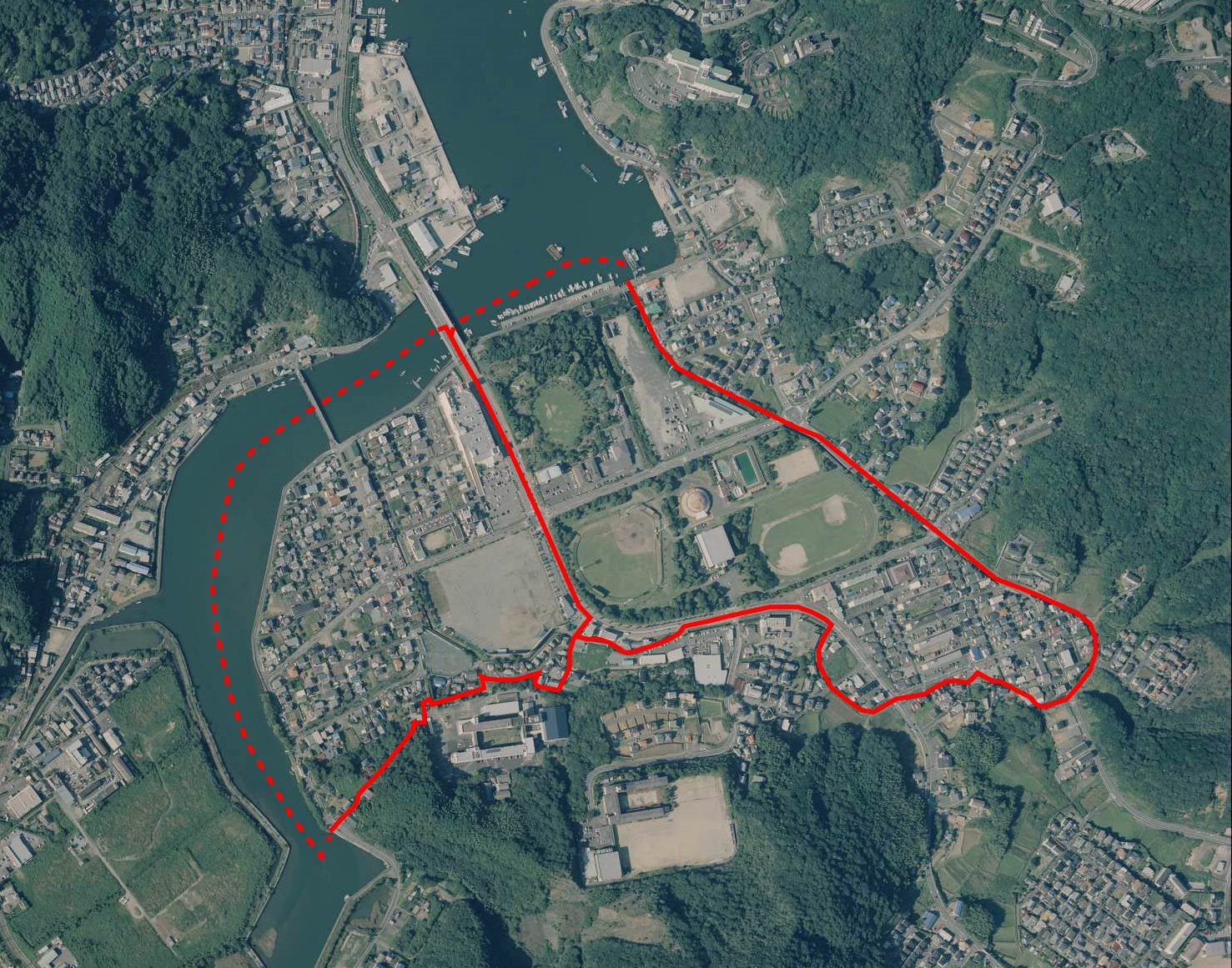
大明東町と大明西町（2008年）
赤い線で囲まれた右側が大明東町。
出典：『国土交通省「国土画像情報（カラー空中写真）」（配布元：国土地理院地図・空中写真閲覧サービス）』

市域の86.5%を山林原野が占め、平地がごく限られる鳥羽市では、埋め立てや干拓によって面積を拡大していった。特に志摩郡鳥羽町に隣接する加茂川河口部の加茂村北部は明治時代から注目されていた。
最初に事業を企てたのは、東京市で緒明造船所を経営する緒明菊三郎（おあき〔おあけ〕きくさぶろう）であった。菊三郎は東京から鳥羽へ造船所を移すために干拓によって土地を造成し、7,000 - 8,000 t級の船を4 - 5隻係留できる岸壁、ドック、倉庫を建設、さらに鳥羽駅から参宮線を延長して干拓地に引き込む計画を1903年（明治36年）に打ち出した。この計画は造船所の整備を通して鳥羽港を商業・軍事両面から重要な拠点とし、陸海の交通結節点にする壮大なものであった。計画のみならず、1904年（明治37年）から実際に干拓事業に着手し、その築堤に並んだ松の木が天橋立のような景観を生み出した。当時の資料『三重県案内』には「現に工事中に属す、今や湾内の浚渫及埋立を企て大船渠数個を設け倉庫を建設し（中略）資を投すること百数十万」という記述があり、多額の私財を投じて工事を進めていたことが分かる。しかし、当時の土木技術の水準では非常な難工事であり、1909年（明治42年）に菊三郎が亡くなると事業は停止した。
次に、菊三郎の娘婿である緒明圭造が1918年（大正7年）に12万坪（≒40 ha）の埋め立てを企図したが、石積みの護岸工事に着手しただけで、完工を見なかった。続いて昭和戦前期に、神戸製鋼所が埋め立てに乗り出したが、太平洋戦争に突入したため、中止となった。
3度の頓挫を経て、1951年（昭和26年）に農林省は食糧増産を目的に干拓計画を立案し、1954年（昭和29年）に着工した。1961年（昭和36年）1月8日に潮止式を執り行い、1964年（昭和39年）に55町歩（≒54.5 ha）を干拓して事業を終了した。菊三郎の計画から61年後、農林省による着工から10年後の出来事であり、完成した土地は「加茂干拓地」と呼ばれた。しかし、この頃には食糧事情は改善していたため、農林省は農地として利用する計画を中止し、土地は放置同然となった。
中心市街地まで山地が迫り来る地形に長年悩んでいた鳥羽市当局は、加茂干拓地を多目的に活用しようと考え、農林省に払い下げを申請し、1970年（昭和45年）に鳥羽市開発公社が44.5577 haを取得した。 この頃より加茂干拓地は緒明菊三郎の名にちなんで大明（おあき）と通称されるようになった。公社は1971年（昭和46年）5月、「加茂干拓地総合開発事業」を開始し、安楽島町細田（現・高丘町）の民有地約88 aを買収して切土を行い、そこで発生した土砂を干拓地へ一様に約2.5 m盛土した。1974年（昭和49年）5月に盛土を終えると、体育館・公園・図書館などの公共用地開発と公営住宅・分譲住宅の宅地開発に乗り出した。運動公園である鳥羽中央公園は1973年（昭和47年）4月14日の鳥羽市民体育館の開館を皮切りに順次施設整備が進み、1987年（昭和62年）6月28日の水泳プールの竣工により、全施設の建設が終了した。
加茂干拓地は安楽島町及び船津町に編入されていたが、複雑に地番が入り乱れていたため、住居表示を導入すると同時に、新町名「大明東町」・「大明西町」を1981年（昭和56年）に制定した。同年6月29日、市民の森公園が開園した。
1989年（平成元年）7月17日、鳥羽市立図書館が新築開館し、1997年（平成9年）3月には鳥羽商工会議所会館が、2000年（平成12年）2月には鳥羽市保健福祉センター「ひだまり」が完成した。2007年（平成19年）3月11日には鳥羽市リサイクルパークが開業した。

### 人口の変遷
総数 [世帯数：  、人口：  ]
| 1985年（昭和60年） | 296世帯 981人   |
| 1990年（平成2年）  | 312世帯 1,000人 |
| 1995年（平成7年）  | 336世帯 1,036人 |
| 2000年（平成12年） | 313世帯 905人   |
| 2005年（平成17年） | 315世帯 826人   |
| 2010年（平成22年） | 280世帯 719人   |
| 2015年（平成27年） | 239世帯 575人   |
| 2019年（令和元年） | 269世帯 553人   |

### 町名の由来
「大明」は干拓を計画した緒明菊三郎の姓に由来し、「大きく明けゆくように」との願いを込めて大明の文字を充てたものである。「東町」は大明西町と対になるように命名された。
大明という地名は、鳥羽市開発公社が農林省から加茂干拓地の払い下げを受けた1970年（昭和45年）頃より使われ始め、1981年（昭和56年）に正式な地名として採用された

### 町名の変遷
| 実施後   | 実施年月日               | 実施前               |
| -------- | ------------------------ | -------------------- |
| 大明東町 | 1981年（昭和56年）6月1日 | 安楽島町字村山の一部 |

## 経済
2015年（平成27年）の国勢調査による15歳以上の就業者数は292人で、第一次産業（全員漁業）が5人（1.7%）、第二次産業が68人（23.3%）、第三次産業が219人（75.0%）となっており、産業別では多い順に宿泊業・飲食サービス業（59人・20.2%）、卸売業・小売業（49人・16.3%）、製造業（40人・13.7%）、医療・福祉（31人・10.6%）、建設業（28人・9.6%）の順になる。
2014年（平成26年）の経済センサスによると、大明東町の全事業所数は48事業所、従業者数は332人である。具体的には宿泊業・飲食サービス業が10、卸売業・小売業が7、生活関連サービス業・娯楽業、サービス業（他に分類されないもの）が各6、建設業と医療・福祉が各4、運輸業、地方公務が各2、製造業、水道業、通信業、保険業、物品賃貸業、技術サービス業、教育・学習支援業が各1事業所となっている。全48事業所のうち30事業所が従業員4人以下の小規模事業所である。

## 交通

### 鉄道
大明東町には鉄道は通っておらず、最寄り駅は近鉄志摩線志摩赤崎駅である。志摩赤崎駅から大明東町まで徒歩で15 - 25分程度かかり、かもめバス（鳥羽市営バス）鳥羽〜国崎線で結ばれている。

### 路線バス
2019年（令和元年）現在、大明東町にはかもめバス（鳥羽市営バス）が乗り入れており、細田、ひだまり、鳥羽図書館前、市民の森、鳥羽体育館前の5つのバス停がある。特にひだまりバス停は4路線が乗り入れ、運行上の拠点となっている。
- かもめバス（鳥羽市営バス）
  - ■ 小浜〜安楽島線 小浜漁協前
  - ■ 小浜〜安楽島線 鳥羽マリンターミナル（佐田浜）
  - ■ 小浜〜安楽島線 鳥羽バスセンター
  - ■ 小浜〜安楽島線 安楽島
  - ■ 小浜〜ウィスタリアン線 小浜漁協前
  - ■ 小浜〜ウィスタリアン線 ウィスタリアン前
  - ■ 鳥羽小学校〜石鏡港線 鳥羽小学校
  - ■ 鳥羽小学校〜石鏡港線 鳥羽バスセンター
  - ■ 鳥羽小学校〜石鏡港線 石鏡港
  - ■ 鳥羽〜国崎線 マリンターミナル
  - ■ 鳥羽〜国崎線 鳥羽駅
  - ■ 鳥羽〜国崎線 国崎

### 道路
三重県道750号阿児磯部鳥羽線
大明東町と大明西町の境界を成す。

## 施設

市民の森公園のガリバーすべり台

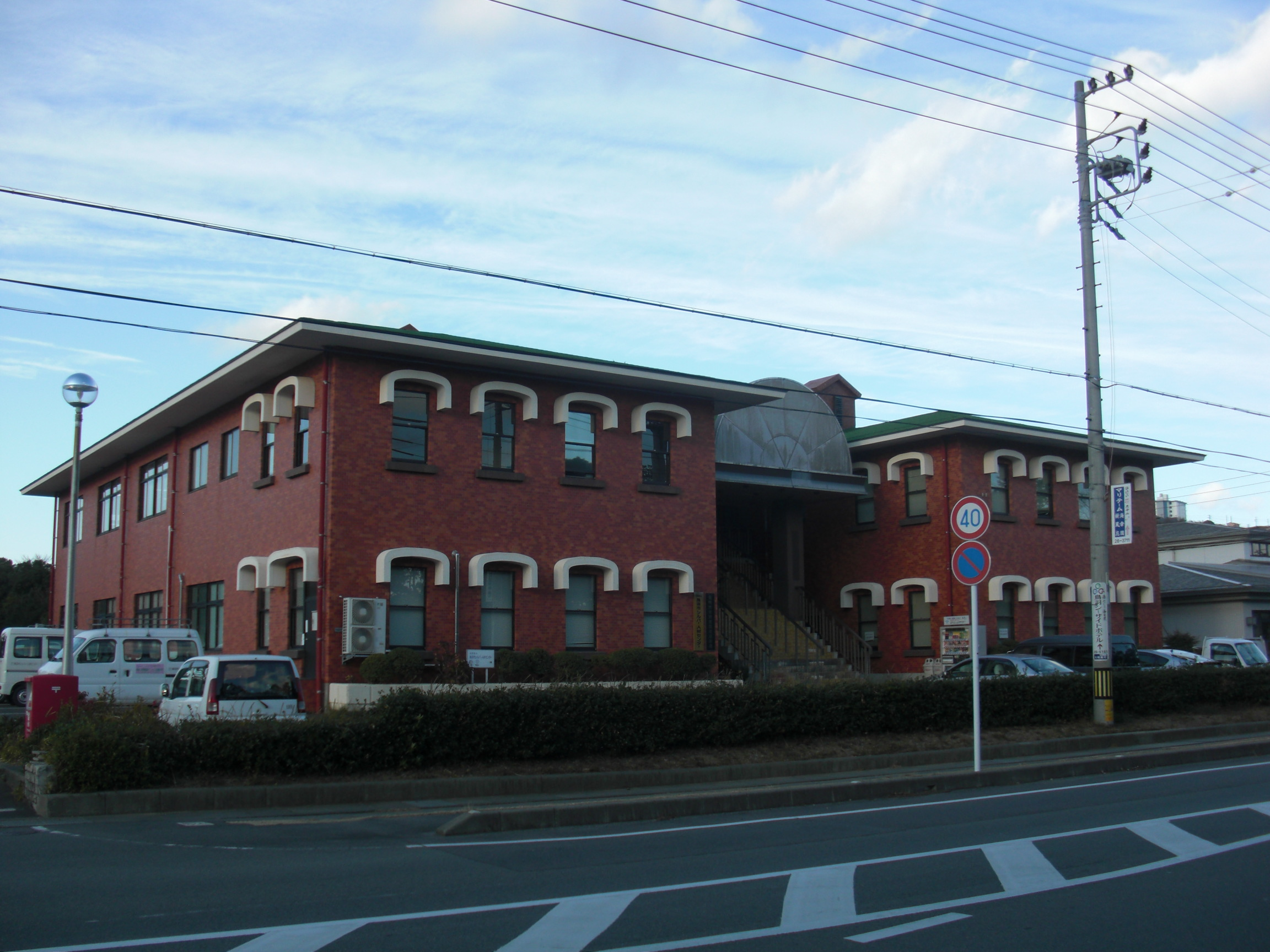
鳥羽市民の森管理棟

- 市民の森公園[54]
- 鳥羽商工会議所会館[42]
  - 一般社団法人鳥羽市観光協会[55]
- 鳥羽市民の森管理棟[56]
  - 鳥羽市教育委員会[56]
  - 鳥羽市水道課[56]
- 鳥羽市立図書館[40]
- 鳥羽市リサイクルパーク[44]
- 鳥羽中央公園[57]
  - 鳥羽市民体育館[58]
  - 多目的グラウンド[58]
  - 水泳プール[58]
  - テニスコート[58]
  - 相撲場[58]
  - 鳥羽市武道館[58]
- 御木屋（素泊まり宿）[59]
- ファミリーマート大明東町店[60]